# Elisabetta Maffeis
Elisabetta Maffeis, née le 27 juillet 1947 à Cene, est une coureuse cycliste italienne.

## Palmarès sur route
- 1964
  - 3e du Championnat d'Italie sur route
- 1965
  - 2e du Championnat d'Italie sur route
- 1966
  -  Championne d'Italie sur route
- 1971
  - 3e du Championnat d'Italie sur route
- 1972
  - 2e du Championnat d'Italie sur route

## Palmarès sur piste

### Championnats internationaux
- 1999
  - 3e du championnat du monde de vitesse juniors

### Championnats nationaux
- 1968
  - 2e de la poursuite
  - 2e de la vitesse
- 1969
  - 2e de la poursuite
  - 2e de la vitesse
- 1971
  - 2e de la poursuite
- 1972
  - 3e de la poursuite